# Lily-Rose Depp
Lily-Rose Melody Depp (Neuilly-sur-Seine, 27 de mayo de 1999) es una actriz, cantante y modelo francoestadounidense. Es hija del actor estadounidense Johnny Depp, y de la actriz, cantante y modelo francesa Vanessa Paradis.

## Primeros años
Nacida el 27 de mayo de 1999, fruto de la relación del actor estadounidense Johnny Depp con la cantante y modelo francesa Vanessa Paradis en el Hospital Americano de París ubicado en Neuilly-sur-Seine, una ciudad perteneciente a la región Altos del Sena, el área metropolitana, en los suburbios occidentales de la capital francesa.
Sus padres se conocieron en la sala del hotel Costes en París a mediados de 1998, Johnny Depp confesó que estaba alucinado por la belleza de la joven francesa de 25 años y que fue amor a primera vista. Al año de relación, nació su primer hijo, una niña a la que juntos llamaron Lily-Rose Melody. Depp estuvo presente en el parto ocurrido a las 20:35 horas del 27 de mayo de 1999.
En 2000, cuando Lily-Rose contaba con apenas un año de edad y aún no había nacido su hermano, su madre grabó un disco llamado Bliss, el cual incluye una canción titulada «La Ballade de Lily-Rose» dedicada a su hija. Dicho disco lo dedicó también al padre de la pequeña. Fue un éxito en Francia.
El 9 de abril de 2002 a las 14:22 horas en el mismo hospital parisino donde Vanessa Paradis alumbró a Lily-Rose, nace su hermano menor, John "Jack" Christopher Depp III.
Tanto Lily-Rose y su hermano menor, Jack, son nacidos en un acomodado hospital en la periferia oeste de la ciudad de París, con tres años de diferencia, y poseen la nacionalidad estadounidense al ser hijos de un norteamericano. Su padre, Johnny Depp nació en Owensboro en 1963.
Los hermanos Depp son de ascendencia Cheroqui. Descendientes de la luchadora por la libertad de los esclavos Elizabeth Key Grinstead, nacida en 1630, quién poseía ascendencia negra por lado materno. Lily-Rose y su hermano serían sus octavos bisnietos.
Según algunos biógrafos,[¿cuál?] la familia Depp desciende de un inmigrante francés hugonote, Pierre Deppe o Dieppe, que se estableció en Virginia aproximadamente en 1700 y se integró en una colonia de refugiados ubicada sobre la cascada del río James.
Después de la ruptura de Depp y Paradis en 2012, tras 13 años juntos, compartieron la custodia conjunta de Lily-Rose y su hermano, quiénes dividen su tiempo entre Los Ángeles, y su natal París.
Lily-Rose es la sobrina de la actriz francesa Alysson Paradis. También es la ahijada de Marilyn Manson y del fotógrafo François-Marie Banier. Depp habla con fluidez el francés y el inglés.

## Carrera

### Modelo
En abril de 2015, Depp posó en una sesión fotográfica para la revista australiana Oyster, fotografiada por Dana Boulos y Maggie Silverman. El rodaje fue comunicado por E! News.En julio de 2015, Depp debutó como modelo para Chanel. En agosto de 2015, decidió tomar parte en el Proyecto Self Evident, un registro fotográfico de diez mil personas en Estados Unidos, quienes se encuentran en cualquier lugar en el espectro LGBTI.

### Actriz
Depp comenzó su carrera de actriz con un cameo en la película Tusk, escrito específicamente para ella por Kevin Smith, el padre de su amiga Harley Quinn Smith. Smith escribió más tarde un spin-off de Tusk centrado en los personajes de Depp y Quinn Smith titulado Yoga Hosers. En junio de 2015, Smith reveló que Lily-Rose Depp repetiría su papel de Yoga Hosers en Moose Jaws. Ese mismo mes, colaboró en el video de la canción "All Around the World", del rapero Rejjie Snow, el cual llegó a más de 500.000 visitas en su primera semana.
En 2015, Depp comenzó a filmar Planetarium, cinta dirigida por Rebecca Zlotowski sobre dos hermanas espiritistas en la década de los años 30. Ese mismo año, Depp fue elegida para dar vida a Isadora Duncan en el debut como directora de Stéphanie Di Giusto La Danseuse.Vida personal
Desde su nacimiento, ha sido objeto de los tabloides y demás medios de comunicación, incluyendo cumpleaños, asistencia a eventos sociales, y comentarios sobre sus elecciones de moda.

#### Vida amorosa
Ha sido novia del actor Timothée Chalamet, a quien conoció durante las grabaciones de la película The King (2019), su relación duró desde el 2018 hasta principios de 2020. Después fue vinculada sentimentalmente con el actor Austin Butler en el año 2021. Desde el 12 de enero de 2023 su actual pareja es la rapera estadounidense 070 Shake con quien se le ha visto en múltiples ocasiones por París, Los Ángeles y Nueva York.

## Filmografía

### Cine
| Año  | Título original | Papel              | Ref           |
| ---- | --------------- | ------------------ | ------------- |
| 2014 | Tusk            | Empleada           |               |
| 2016 | Yoga Hosers     | Colleen Collette   |               |
| 2016 | La Danseuse     | Isadora Duncan     |               |
| 2016 | Planetarium     | Kate Barlow        |               |
| 2018 | A Faithful Man  | Eve                |               |
| 2019 | The King        | Catalina de Valois |               |
| 2021 | Crisis          | Emmie Kelly        | [ 17 ]        |
| 2021 | Voyagers        | Sela               | [ 18 ]        |
| 2021 | Silent Night    | Sophie             | [ 19 ]        |
| 2021 | Wolf            | Cecile (Wildcat)   | [ 20 ]        |
| 2024 | Nosferatu       | Ellen Hutter       | [ 21 ] [ 22 ] |
| 2026 | Werbulf         |                    | [ 23 ]        |

### Televisión
| Año  | Título original | Papel   | Notas                       | Ref    |
| ---- | --------------- | ------- | --------------------------- | ------ |
| 2023 | The Idol        | Jocelyn | Papel principal (miniserie) | [ 24 ] |

## Discografía
| Año  | Álbum                        | Canción                   | Duración | Ref.   |
| ---- | ---------------------------- | ------------------------- | -------- | ------ |
| 2000 | Bliss                        | "La Ballade de Lily Rose" | 2:31     | [ 25 ] |
| 2000 | Bliss                        | "Firmaman"                | 4:40     | [ 25 ] |
| 2000 | Bliss                        | "Bliss"                   | 4:17     | [ 25 ] |
| 2023 | The idol. World Class Sinner | "Fill the void"           |          |        |
| 2023 | The idol. World Class Sinner | "One of the girls"        |          |        |
| 2023 | The idol. World Class Sinner | "Dollhouse"               |          |        |

## Reconocimientos
| Año  | Premio              | Categoría                            | Trabajo        | Resultado | Ref.          |
| ---- | ------------------- | ------------------------------------ | -------------- | --------- | ------------- |
| 2017 | Premios César       | La actriz más prometedora            | The Dancer     | Nominado  | [ 26 ]        |
| 2017 | Lumières Awards     | Mejor revelación femenina            | The Dancer     | Nominado  | [ 27 ]        |
| 2019 | Premios César       | La actriz más prometedora            | A Faithful Man | Nominado  | [ 28 ]        |
| 2019 | Prix Romy Schneider | La actriz más prometedora            | -              | Nominado  | [ 29 ] [ 30 ] |
| 2025 | Premios Satellite   | Mejor Actriz en una Película – Drama | Nosferatu      | Nominado  | [ 31 ]        |
| 2025 | Premios Satellite   | Mejor reparto en una película        | Nosferatu      | Ganador   | [ 31 ]        |